# Halowe Mistrzostwa Świata w Lekkoatletyce 1997 – bieg na 800 m mężczyzn
Bieg na 800 m mężczyzn – jedna z konkurencji rozgrywanych podczas halowych mistrzostw świata w lekkoatletyce w 1997. Eliminacje odbyły się 7 marca, półfinały miały miejsce 8 marca, finał zaś został rozegrany 9 marca.
Do konkursu zgłoszonych zostało 28 zawodników z 23 państw.
Zawody w tej konkurencji wygrał reprezentant Danii Wilson Kipketer. Drugą pozycję zajął zawodnik z Maroka Mahjoub Haida, trzecią zaś reprezentujący Stany Zjednoczone Rich Kenah.

## Wyniki

### Eliminacje
Źródło: 
Bieg 1
| Miejsce | Zawodnik                   | Państwo  | Wynik   |
| ------- | -------------------------- | -------- | ------- |
| 1.      | Marko Koers                | Holandia | 1:48,04 |
| 2.      | Pavel Soukup               | Czechy   | 1:48,54 |
| 3.      | Einārs Tupurītis           | Łotwa    | 1:48,56 |
| 4.      | Oliver Münzer              | Austria  | 1:48,85 |
| 5.      | David Matthews             | Irlandia | 1:49,65 |
| 6.      | Puntsag-Ochiryn Pürevsüren | Mongolia | 1:55,76 |

Bieg 2
| Miejsce | Zawodnik           | Państwo  | Wynik   |
| ------- | ------------------ | -------- | ------- |
| 1.      | Mahjoub Haïda      | Maroko   | 1:48,77 |
| 2.      | Mark Eplinius      | Niemcy   | 1:49,08 |
| 3.      | Andrea Longo       | Włochy   | 1:49,30 |
| 4.      | Flávio Godoy       | Brazylia | 1:49,93 |
| 5.      | Mehdi Reza Molaei  | Iran     | DNS     |
| 6.      | Mahmud al- Khairat | Syria    | DNS     |

Bieg 3
| Miejsce | Zawodnik               | Państwo           | Wynik   |
| ------- | ---------------------- | ----------------- | ------- |
| 1.      | Savieri Ngidhi         | Zimbabwe          | 1:52,73 |
| 2.      | Benyounés Lahlou       | Maroko            | 1:52,79 |
| 3.      | Boris Kawiesznikow     | Kirgistan         | 1:52,96 |
| 4.      | Joseph Rakotoarimanana | Madagaskar        | 1:53,28 |
| 5.      | Mark Everett           | Stany Zjednoczone | 1:57,16 |

Bieg 4
| Miejsce | Zawodnik          | Państwo           | Wynik   |
| ------- | ----------------- | ----------------- | ------- |
| 1.      | Rich Kenah        | Stany Zjednoczone | 1:48,42 |
| 2.      | Robert Chirchir   | Kenia             | 1:48,54 |
| 3.      | Nico Motchebon    | Niemcy            | 1:48,69 |
| 4.      | Jean-Marc Destine | Haiti             | 1:49,64 |
| 5.      | Roman Oravec      | Czechy            | 1:51,33 |
| 6.      | Reuben Silwimba   | Zambia            | 1:56,20 |

Bieg 5
| Miejsce | Zawodnik            | Państwo         | Wynik   |
| ------- | ------------------- | --------------- | ------- |
| 1.      | Wilson Kipketer     | Dania           | 1:43,96 |
| 2.      | James Nolan         | Irlandia        | 1:48,21 |
| 3.      | Andrew Hart         | Wielka Brytania | 1:48,45 |
| 4.      | Kennedy Osei        | Ghana           | 1:49,00 |
| 5.      | Mario Vernon-Watson | Jamajka         | 1:49,56 |

### Półfinały
Źródło: 
Bieg 1
| Miejsce | Zawodnik            | Państwo  | Wynik   |
| ------- | ------------------- | -------- | ------- |
| 1.      | Mahjoub Haïda       | Maroko   | 1:47,22 |
| 2.      | Einārs Tupurītis    | Łotwa    | 1:47,47 |
| 3.      | Mario Vernon-Watson | Jamajka  | 1:48,32 |
| 4.      | Kennedy Osei        | Ghana    | 1:48,40 |
| 5.      | Oliver Münzer       | Austria  | 1:48,47 |
| 6.      | Savieri Ngidhi      | Zimbabwe | 1:48,70 |

Bieg 2
| Miejsce | Zawodnik         | Państwo         | Wynik   |
| ------- | ---------------- | --------------- | ------- |
| 1.      | Marko Koers      | Holandia        | 1:47,75 |
| 2.      | Nico Motchebon   | Niemcy          | 1:48,20 |
| 3.      | Pavel Soukup     | Czechy          | 1:48,73 |
| 4.      | James Nolan      | Irlandia        | 1:48,75 |
| 5.      | Benyounés Lahlou | Maroko          | 1:49,18 |
| 6.      | Andrew Hart      | Wielka Brytania | 1:49,20 |

Bieg 3
| Miejsce | Zawodnik          | Państwo           | Wynik   |
| ------- | ----------------- | ----------------- | ------- |
| 1.      | Wilson Kipketer   | Dania             | 1:48,49 |
| 2.      | Rich Kenah        | Stany Zjednoczone | 1:49,21 |
| 3.      | Robert Chirchir   | Kenia             | 1:49,52 |
| 4.      | Mark Eplinius     | Niemcy            | 1:49,54 |
| 5.      | Andrea Longo      | Włochy            | 1:50,45 |
| 6.      | Jean-Marc Destine | Haiti             | 1:51,59 |

### Finał
Źródło: 
| Miejsce | Zawodnik         | Państwo           | Wynik   |
| ------- | ---------------- | ----------------- | ------- |
| 01 !    | Wilson Kipketer  | Dania             | 1:42,67 |
| 02 !    | Mahjoub Haïda    | Maroko            | 1:45,76 |
| 03 !    | Rich Kenah       | Stany Zjednoczone | 1:46,16 |
| 4.      | Nico Motchebon   | Niemcy            | 1:46,19 |
| 5.      | Marko Koers      | Holandia          | 1:46,43 |
| 6.      | Einārs Tupurītis | Łotwa             | 1:46,47 |